# Tegernbach (Dorfen)
Tegernbach ist eine ehemalige Gemeinde im Landkreis Erding mit 1038 Einwohnern (Stand 1972: Wasentegernbach 494, Grüntegernbach 544) auf einer Fläche von 23,88 km² (Wasentegernbach 9,08 km², Grüntegernbach 14,80 km²).

## Geschichte
Tegernbach nannte sich die Gemeinde, die am 1. Januar 1972 anlässlich der bayerischen Gebietsreform durch den Zusammenschluss der Gemeinden Wasentegernbach und Grüntegernbach gebildet wurde. Am 1. Mai 1978 wurde sie der Stadt Dorfen zugeschlagen. Die Ortsteile Endsberg und Stetten wurden an die Gemeinde Schwindegg (Landkreis Mühldorf) abgetreten. Der Verwaltungssitz befand sich in Grüntegernbach. Die ehemaligen Gemeindeteile Altweg, Anzing, Bachzelten, Bergham, Bichl, Brandstätt, Elsenbach, Endsberg, Englschalling, Fischeröd, Fuchsbichl, Großkatzbach, Grünbach, Grüntegernbach, Haagmaier, Haid, Holzmann, Holzmichl, Hub, Kirchstätten, Kraham, Kummereck, Loh, Loiperstätt, Nelharting, Neudeck, Oberkorb, Oberzeil, Polding, Schirmading, Sinsöd, Solling, Stetten, Straß, Tagberg, Thal b. Grünbach, Thal b. Nehaid, Unterkorb, Unterreith, Unterzeil, Urtlfing, Wasentegernbach, Weg, Wies, Wilnham, Wolfeck, Wöhrmühle und Zieglhub gehören jetzt allesamt zur Stadt Dorfen.